# WordLift
 (octobre 2021).
WordLift est une start-up  fondée en 2017 et basée à Rome en Italie. La société a développé un plugin WordPress homonyme qui, grâce à l'utilisation des technologies sémantiques et de l'intelligence artificielle, optimise la rédaction et l'organisation du contenu et la trouvabilité des sites Web. Wordlift est disponible en 32 langues et en 2017 a eu plus de 200 clients, parmi lesquels SalzburgerLand Tourismus GmbH, Greenpeace, Legambiente et The American University in Cairo,,,.

## Histoire
WordLift a été fondé à Rome en 2017 par Andrea Volpini, David Riccitelli et d'autres partenaires. Son plugin a été développé à partir des résultats des projets de recherche et développement de l'Union européenne Interactive Knowledge Stack (IKS) et Media in Context (MICO). Les deux projets ont été cofinancés par l'Union européenne et visaient à développer des technologies sémantiques en donnée ouverte. WordLift facilite la rédaction de contenu sur le Web en l'enrichissant de métadonnées structurées qui augmentent le PageRank des pages du site Web. En mars 2017, WordLift a créé un partenariat avec WooRank, une entreprise belge spécialisée en marketing numérique, obtenant ainsi une subvention de 200 000 euros,,.

## Récompenses
En 2011, WordLift a participé au concours IKS Semantics UX et a remporté une bourse de 40 000 euros,.
En 2020, WordLift, en collaboration avec ses partenaires Redlink GmbH, SalzburgerLand Tourismus GmbH et l'Institut de technologie sémantique de l'Université d'Innsbruck, en Autriche, a reçu un soutien financier de l'Union européenne pour développer un nouveau projet qui mettrait à disposition la technologie Agentive SEO de l'outil pour tout Système de gestion de contenu.
Le projet, baptisé WordLift Next Generation, a reçu le soutien financier d'Eurostars Horizon 2020, un programme promu par l'Union européenne qui soutient les activités de recherche et les petites et moyennes entreprises innovantes,.

## Voir également
- Web sémantique
- Optimisation des moteurs de recherche
- Traitement du langage naturel